# Українська революційно-демократична спілка
Справа «Української революційно-демократичної спілки», або Українська революційно-демократична спілка — організація, що проходила по справі ОДПУ в УСРР у 1931—1933 роках, імовірно сфабрикована радянськими органами безпеки. За нею були заарештовані студенти, аспіранти, вчителі, колишні міліціонери, селяни, які висловлювали невдоволення радянською політикою на селі, зокрема хлібозаготівлями напередодні та на початку Голодомору. За версією слідчих організація мала центральний провід у Києві та відгалуження в різних регіонах України.
Лідерами організації радянські органи державної безпеки назвали аспіранта Інституту біохімії ВУАН Сергія Єрофійовича Підгайного, аспіранта Київського гірничого інституту Миколу Чорноуса, міліціонера Григорія Коляду, студента Київського інституту профосвіти Віталія Безпояска, аспіранта Інституту хімії ВУАН Олександра Купріяновича Хоменка, студента Київського медичного інституту Левка Клименка.
За справою було загалом засуджено 70 осіб, з них 2 жінок. Наймолодша з них, студентка Марія Татарченко була засуджена спочатку до 3 років таборів, а надалі до 5 років. Серед інших учасників «змови» — аспірант Інституту хімії ВУАН Олексій Аврамович Сиротенко.
За вироком було розстріляно 19 осіб, 6 засуджено на 10 років таборів, 35 — до 5 років таборів, 2 вислано до Північного краю на 3 роки, 6 засуджено до 3 років таборів, 2 осіб звільнено.
Окремі ще живі на той час засуджені та їхні родичі у другій половині 1950-х намагалися домогтися реабілітації як жертв репресій, однак радянська прокуратура відмовила їм у цьому. Засуджених членів організації реабілітували у 1989-1990 роках.